# Lakke Magnusson
Anders Lars-Göran Magnusson (født 21. maj 1946, død 19. februar 2004), bedre kendt som Lakke Magnusson, var en svensk skuespiller. 
Magnusson blev uddannet på Teaterhögskolan i Malmö fra 1967 til 1970 og nåede blandt andet at have roller på teatre som Dramaten og Orionteatern. Ved siden af teatret nåede han også at medvirke i over 40 film og tv-serier.

## Privatliv
Magnusson havde seks børn med sin kone Pia. Han døde den 19. februar 2004 efter en periode med sygdom og er begravet på Norra begravningsplatsen ved Stockholm.

## Udvalgt filmografi
- 1939 (1989)
- Rederiet (tv-serie, 1994)
- Rena rama Rolf (tv-serie, 1995)
- Sommeren (1995)
- At være John-John (1996)
- Ondt blod (1996)
- Kalle Blomkvist - Mesterdetektiven lever farligt (1996)
- Bjørnens søn (1997)
- Selma & Johanna - En roadmovie (1997)
- Aspiranterne (tv-serie, 1998)
- En dag i taget (tv-serie, 1999)
- Skærgårdsdoktoren (tv-serie, 2000)
- Den 5. kvinde (tv-serie, 2002)
- Skeppsholmen (tv-serie, 2003)
- Cleo (tv-serie, 2003)
- Håkan Bråkan (julekalender, 2003)